# Allée couverte von Bel Evan
Die Allée couverte von Bel Evan (auch Dolmen von Bellevan genannt) ist eine neolithisches Galeriegrab (Megalithanlage) in einem Wald nahe der N 176, westlich von Plouër-sur-Rance im Osten des Département Côtes-d’Armor in der Bretagne in Frankreich. Es wurde 1981 als Monument historique klassifiziert.
Das teilweise zerstörte Galeriegrab wurde im Jahr 1972 von G. Faguet entdeckt. Es ist etwa 14,0 m lang und verfügt im Norden über eine Nebenkammer. Es war vielleicht ein Galeriegrab mit Seitenzugang (französisch sépultures mégalithiques à entrée latérale). Alle Steinblöcke sind aus Quarz.